# Kassa, Pajala kommun
Kassa är en ort i Pajala kommun, Norrbottens län. Vid folkräkningen 1890 hade orten 15 invånare och i augusti 2016 fanns det enligt Ratsit 31 personer över 16 års ålder som var registrerade med adressen Kassa. Författaren Bengt Pohjanen är ifrån Kassa.

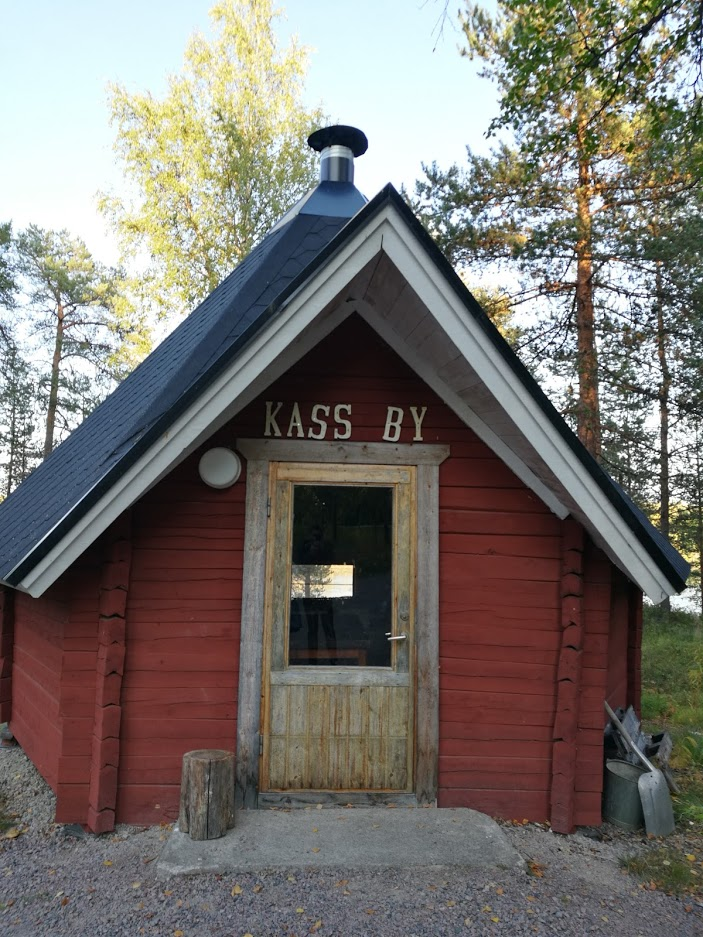
Rastplatsen i Kassa med tillhörande grillstuga